# Герб Волочиська
Герб Волочи́ська — офіційний геральдичний символ міста Волочиськ, центру Волочиського району Хмельницької області. Затверджений 20 липня 2007 році рішенням сесії міської ради.
Автор — Андрій Гречило.

## Опис
у щиті, розтятому на червоне та синє поля, на срібній хмарі стоїть Богородиця в пурпуровій сукні та золотому плащі, з золотим німбом навколо голови, вгорі справа у червоному полі срібний лапчастий хрест, вгорі зліва у синьому полі золоте сонце з усміхненим обличчям, внизу – золотий човен на відділеній хвилясто срібній основі.

## Зміст
Зображення Богородиці вказує на Покрову, під відозвою якої освячений храм міста.
Розподіл щита та символи срібного волинського (лапчастого) хреста і золотого усміхненого сонця вказують на географічне розташування Волочиська на межі історичних регіонів Волині та Поділля. Човен та хвиляста основа уособлюють річку Збруч.

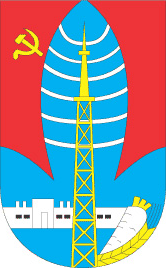
Герб Волочиська радянського періоду

## Герб радянського періоду
Герб був затверджений 16 липня 1976 року рішенням №137 виконавчого комітету міської ради: 
|  | На тлі стилізованого Державного прапора УРСР зображений лист каштана. У його лазуровій частині — золотий ретранслятор зі срібними радіохвилями, а також срібними фермою, цукровим буряком і золотим колоссям. У червоній частині — золоті серп і молот. |

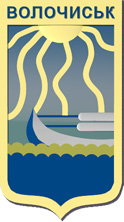
Герб Волочиська до 2008 року

Автор — А. Агарков.

## Неофіційний герб пострадянського періоду
Човен та хвиляста основа позначають річку Збруч.